# La bona persona de Sezuan
La bona persona de Sezuan (originalment en alemany: Der gute Mensch von Sezuan) és una obra dramàtica de l'autor alemany Bertolt Brecht, qui la va escriure en alemany en col·laboració de Margarete Steffin i Ruth Berlau. La història narra la vida d'una jove prostituta de bon cor anomenada Shen-Te. L'obra es va iniciar en 1938, però no es va acabar fins a 1943, mentre l'autor estava en l'exili als Estats Units. Va ser estrenada en 1943 al Schauspielhaus de Zúric a Suïssa, amb una partitura musical i cançons pel compositor suís Ulrico Georg Früh. Ha estat traduïda al català per Feliu Formosa.

## Argument
Aquesta obra està dividida en 10 actes, precedida per un Pròleg i que finalitza amb un epíleg. El seu tema principal és la incapacitat d'exercir la bondat en un món que gira entorn dels diners. A la protagonista Shen Te, no li és possible canviar el món amb la caritat individual.
- PRÒLEG: Els déus arriben a Sezuán, són rebuts per Wang, l'aiguader, i acollits per Shen T'a la seva casa.
- ACTE 1: Shen Te compra una tabaquería i s'aprofiten de la seva bona fe.
- ACTE 2: Shui Ta, el seu cosí, tracta d'apedaçar el mal que li causen els actes bons a Shen Te.
- ACTE 3: Sun, un aviador, vol suïcidar-se per no tenir treball. Shen Te ho impedeix i s'enamoren.
- ACTE 4: El barber Shui Fa agredeix a Wang, i uns ancians li presten diners a Shen Et. El cosí Shui Ta resulta ser Shen Te disfressada.
- ACTE 5: Ningú justifica a favor de Wang i queda com un mentider enfront de la policia. Shen Te s'adona que Sun només la vol per a aconseguir diners per a anar-se a Pequín a perseguir el seu somni de ser aviador. El barber Shui Fa mostra interès per Shen Te, però així i tot, ella es queda amb Sun.
- ACTE 6: Se celebra les noces entre Shen T'i Sun, però Sun vol esperar que el cosí Shui Ta aparegui amb els diners que li falta per al bitllet.
- ACTE 7: Shen Te vol vendre la tabaqueriA per a retornar-li els diners als ancians, però apareix Shui Fa, li dona un xec en blanc, i els ancians unes bosses de tabac. Shen Te s'adona que està embarassada. Usa els diners per a crear una fàbrica de tabac en uns edificis de Shui Fa.
- ACTE 8: La fàbrica de tabac funciona, i és regentada per Shui Ta.
- ACTE 9: Shen Te decideix no tornar a aparèixer com ella mateixa fins que de llum, i els veïns de la ciutat estranyen no veure-la. Es creuen que Shui Ta l'ha raptat per a quedar-se amb la fàbrica.
- ACTE 10: Se celebra un judici per a trobar el parador de Shen Et, i els déus preocupats, ocupen el lloc dels jutges. Shui Ta acaba confessant ser Shen Te, i els déus, una vegada que saben on està Shen Te, tornen al cel mentre aquesta els suplica ajuda.

## Produccions

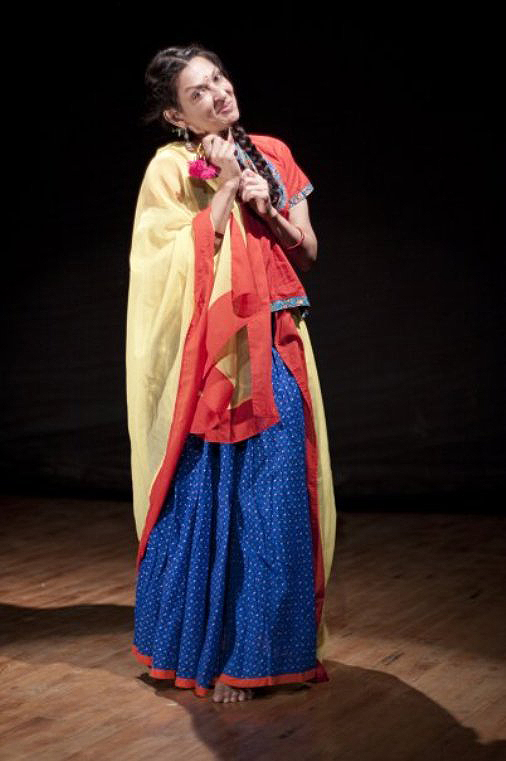
Mallika Sarabhai en l'adaptació índia de l'obra de Bertolt Brecht The Good Person of Szechwan dirigida per Arvind Gaur.

La primera representació en anglès a Gran Bretanya, com The Good Woman of Setzuan, es va fer el 1953 al Progress Theatre de Reading, Berkshire.
Andrei Serban va dirigir la Great Jones Repertory Company en produccions de The Good Woman of Setzuan amb música d'Elizabeth Swados al Club de Teatre Experimental La MaMa el 1975., 1976, i 1978. La companyia també va iniciar la seva gira per Europa el 1976.
El compositor/lletrista Michael Rice va crear una versió musical amb Eric Bentley, que es va estrenar el 1985 a l'Arkansas Repertory Theatre, dirigida per Cliff Baker. Aquesta versió va ser posteriorment llicenciada a través de Samuel French.
Fou estrenada en castellà per primer cop al Teatro Reina Victoria de Madrid el 1967 amb adaptació d'Armando Morenoi interpretada per Nuria Espert, Víctor Fuentes, Carmen Contreras, Francisco Merino, Gerardo Malla, Josefina de la Torre. Fou representada novament al Teatro María Guerrero sota la direcció de Luis Blat i amb els intèrprets Yolanda Ulloa, Gonzalo de Castro, Críspulo Cabezas, Enriqueta Carballeira, Víctor Criado i Teresa Lozano.
També ha estat traduïda al català per Feliu Formosa i representada el febrer de 2019 al Teatre Nacional de Catalunya sota la direcció d'Oriol Broggi i protagonitzada per Clara Segura i Joan Garriga.